# Emil Kießling
Emil Jakob Hans Kießling (* 16. August 1896 in London; † 21. September 1985 in Wiesbaden) war ein deutscher Papyrologe.
Von 1903 bis 1906 besuchte Kießling die Vorschule der Liebig-Realschule, ehe er von 1906 bis 1914 das humanistische Neue Gymnasium in Darmstadt besuchte. Nach dem Abitur am 8. August 1914 nahm er von August 1914 bis August 1919 am Ersten Weltkrieg teil. Er wurde mit dem Eisernen Kreuz II. Klasse und der Hessischen Tapferkeitsmedaille ausgezeichnet. 1916 wurde er Mitglied der Münchener Burschenschaft Arminia und studierte er an den Universitäten München, Heidelberg, Frankfurt a. M. und Berlin im Hauptfach Rechtswissenschaft, daneben Juristische Papyrologie, Geschichte, Philosophie, Religionswissenschaft und Alte Sprachen. Unterbrochen wurde das Studium 1919 durch seinen Dienst im Freikorps Epp, mit dem er an der Niederschlagung der Münchener Räterepublik teilnahm.
Sein 1. juristisches Staatsexamen legte er am 14. Januar 1921 ab, das 2. am 20. Dezember 1922. Von 1921 bis 1924 war er wissenschaftlicher Mitarbeiter an der juristischen Fakultät in Heidelberg, wo er am 4. August 1924 bei Otto Gradenwitz promoviert wurde.
Seit seiner Heidelberger Zeit arbeitete er an den beiden auf Initiative des Rechtshistorikers Otto Gradenwitz von seinem Lehrer Friedrich Preisigke begonnenen großen Projekten Wörterbuch der griechischen Papyrusurkunden und Sammelbuch griechischer Urkunden aus Ägypten mit, nach dessen Tod 1924 führte er diese als Lebensaufgabe weiter. Zunächst war noch an der juristischen Fakultät in Heidelberg tätig, dann an der Papyrussammlung der Staatlichen Museen in Berlin, wo er auch im Auftrag der Preußischen Akademie der Wissenschaften Schriftleiter der Zeitschrift Forschung und Fortschritte wurde. Seit dem 1. Oktober 1933 war er wissenschaftlicher Mitarbeiter an der Preußischen Staatsbibliothek in Berlin. Zu Kriegsende arbeitete er von Mai 1944 bis Februar 1945 an der Nebenstelle der Preußischen Staatsbibliothek in Hirschberg, von Mitte Februar 1945 bis August 1945 an der Ausweichstelle der Universitätsbibliothek Frankfurt in Mitwitz. 
Am 27. Juli 1943 war Kießling an der Universität München bei Mariano San Nicolò habilitiert worden. Seit dem Wintersemester 1945/46 hatte er an der Philipps-Universität Marburg einen Lehrauftrag für Römische Rechtsgeschichte, seit 1946 hatte er dort die Venia legendi für Römisches Recht und Juristische Papyrologie. Hier gründete er das Institut für Papyrusforschung und Antike Rechtsgeschichte. Zum 23. Oktober 1951 wurde er zum apl. Professor ernannt, zum 1. September 1961 zum ordentlichen Professor. Seine Emeritierung erfolgte zum Wintersemester 1967/68.